# Đảo Babuyan
Đảo Babuyan (đôi khi được gọi là Babuyan Claro) là hòn đảo lớn nhất và ở cực Bắc của quần đảo Babuyan trong eo biển Luzon ở phía bắc của đảo Luzon của Philippines. Toàn bộ hòn đảo tạo thành barangay Babuyan Claro, một phần của khu đô thị Calayan thuộc tỉnh Cagayan. Đảo có dân số 1.423 theo Tổng điều tra năm 2010.